# Визент (приток Дуная)
 Визент (нем. Wiesent) — река в Германии, протекает по Верхнему Пфальцу (земля Бавария). Речной индекс 1552.
Визент образуется в районе Визенфельдена при слиянии нескольких мелких речек. Первоначальное название Filzmoosbach. Далее последовательно меняет название на Neumühlbach, Arracher Bach, Höllbach и, наконец, Wiesent. Под этим названием река впадает в Дунай около Вёрт-ан-дер-Донау.
Общая длина реки 32,87 км. Площадь бассейна составляет 88,42 км². Высота истока 652 м. Высота устья 320 м.